# Potok Stos
Potok Stos (słow. Hromadná voda, potok Štos, niem. Stossbach, Stosswasser, węg. Stósz-víz) – potok płynący dnem doliny Stos w słowackich Tatrach Wysokich. Źródła potoku znajdują się na wysokości ok. 1450 m n.p.m., nieco poniżej fragmentu Magistrali Tatrzańskiej prowadzącej nad Wielicki Staw. Potok Stos wpada do Wielickiej Wody jako jej prawy dopływ na wysokości ok. 950 m n.p.m., ok. 500 m na południowy wschód od leśniczówki Danielowo, która znajduje się przy Drodze Wolności, na zachód od Tatrzańskiej Polanki.
Wzdłuż potoku Stos nie ma poprowadzonych żadnych szlaków turystycznych, ponieważ TANAP utworzył na terenie doliny Stos rezerwat ścisły.